# Easy (Federica Carta)
Easy è un singolo della cantante italiana Federica Carta, pubblicato il 30 aprile 2020 come secondo estratto dal quarto album in studio.

## Video musicale
Il videoclip, diretto da Gianluigi Carella, è stato pubblicato il 30 aprile 2020 e rappresenta la cantante in versione anime.

## Tracce
Testi di K Beezy e Francesco Catitti.
1. Easy – 3:41